# Randolph (Utah)
Randolph ist eine Gemeinde im Rich County und dessen County Seat im Norden des US-Bundesstaats Utah unmittelbar an der Grenze zu Wyoming. Das U.S. Census Bureau hat bei der Volkszählung 2020 eine Einwohnerzahl von 467 ermittelt.

## Lage
Randolph befindet sich oberhalb des Bear River in einem abgelegenen Teil der Bear River Range in einer Höhe von 1917 Metern und ist über die Straße von Woodruff nach Diamondville zu erreichen.

## Bevölkerung
In dem kleinen Ort, der eine Gemeindefläche von 2,6 km² umfasst, leben rund 755 Einwohner (Projektion für das Jahr 2018). Die im Rahmen des US Census 2010 ermittelte Einwohnerzahl lag bei 464 Einwohnern, was einem Rückgang um vier Prozent gegenüber dem US Census 2000 entsprach. 
Das durchschnittliche Haushaltseinkommen beträgt im Jahr rund 59.500 US-Dollar pro Jahr (Median), womit das Einkommen im Vergleich zum Bundesstaat mit 68.000 US-Dollar deutlich unterdurchschnittlich ist. 14,0 % der Einwohner leben unterhalb der Armutsgrenze. Randolph lebt überwiegend von der Bewirtschaftung von Ranchbetrieben.

## Geschichte
Randolph wurde am 14. März 1870 von einer Gruppe mormonischer Pioniere unter Randolph H. Stewart gegründet, nach dem der Ort benannt wurde.

## Bildung
Randolph verfügt über zwei Schulen, die South Rich Elementary School (ca. 100 Schüler) und die Rich High (ca. 150 Schüler).

## Sehenswürdigkeiten
In der Ortsmitte befindet sich eine Kirche der Glaubensgemeinschaft der Kirche Jesu Christi der Heiligen der Letzten Tage, der Randolph Tabernacle. Am westlichen Ortsrand liegt ein kleiner Friedhof und ein Park. Randolph ist Sitz des County-Gerichts, das in einem einfachen, modernen Bau untergebracht ist.

## Persönlichkeiten
Aus Randolph stammt David M. Kennedy (1905–1996), der zwischen 1969 und 1971 Finanzminister der Vereinigten Staaten war.